# Simesia
Simesia is een geslacht van vlinders van de familie tandvlinders (Notodontidae), uit de onderfamilie Notodontinae.

## Soorten
- S. balachowskyi Kiriakoff, 1973
- S. dasychiroides (Butler, 1898)
- S. olmii (Berio, 1937)